# Добріча
Добріча (рум. Dobricea) — село у повіті Вилча в Румунії. Входить до складу комуни Гредіштя.
Село розташоване на відстані 184 км на захід від Бухареста, 46 км на південний захід від Римніку-Вилчі, 63 км на північ від Крайови.

## Населення
За даними перепису населення 2002 року у селі проживали 528 осіб, усі — румуни. Усі жителі села рідною мовою назвали румунську.